# James Ward (tenista)
James Ward (* 9. února 1987, Londýn) je bývalý britský profesionální tenista. Ve své kariéře na okruhu ATP World Tour nevyhrál žádný turnaj. Na challengerech ATP a okruhu ITF získal devět titulů ve dvouhře a tři ve čtyřhře.
Na žebříčku ATP byl nejvýše ve dvouhře klasifikován v červenci 2015 na 89. místě a ve čtyřhře pak v srpnu 2011 na 233. místě. 
Na okruhu ATP debutoval v roce 2007 turnajem Open de Tenis Comunidad Valenciana ve Valencii. V sezóně 2010 se probojoval do čtvrtfinále turnaje v Eastbourne a následující rok 2011 pak na divokou kartu do semifinále v Queen's Clubu.
Konec sportovní kariéry oznámil v prosinci 2021.

## Tituly na challengerech ATP a okruhu Futures

### Dvouhra (9 titulů)
| Č. | Datum         | Turnaj                         | Povrch | Soupeř ve finále         | Výsledek       |
| -- | ------------- | ------------------------------ | ------ | ------------------------ | -------------- |
| 1. | červenec 2008 | Irun, Španělsko                | antuka | Pablo Martin-Adalia      | 7–61, 7–64     |
| 2. | říjen 2008    | Rodez, Francie                 | tvrdý  | Guillermo Alcaide        | 6–3, 6-4       |
| 3. | květen 2009   | Sarasota, Spojené státy        | antuka | Carsten Ball             | 7–64, 4–6, 3–6 |
| 4. | červenec 2010 | Manchester, Spojené království | tráva  | Jamie Baker              | 6–2, 7–65      |
| 5. | srpen 2010    | Santander, Španělsko           | antuka | Guillermo Olaso          | 7–5, 6–4       |
| 6. | srpen 2011    | Vancouver, Kanada              | tvrdý  | Robby Ginepri            | 7–5, 6–4       |
| 7. | duben 2012    | Kao-siung, Tchaj-wan           | tvrdý  | Hiroki Morija            | 7–5, 7–6(7–3)  |
| 8. | červenec 2013 | Lexington, Spojené státy       | tvrdý  | James Duckworth          | 4–6, 6–3, 6–4  |
| 9. | říjen 2015    | Bengalúr, Indie                | tvrdý  | Adrián Menéndez Maceiras | 6–2, 7–5       |

### Čtyřhra (3 tituly)
| Č. | Datum       | Turnaj                  | Povrch      | Spoluhráč      | Soupeři ve finále              | Výsledek         |
| -- | ----------- | ----------------------- | ----------- | -------------- | ------------------------------ | ---------------- |
| 1. | srpen 2008  | Nové Dillí, Indie       | tvrdý       | Joshua Goodall | Tasuku Iwami Hiroki Kondo      | 6–4, 6–1         |
| 2. | leden 2009  | Mettmann, Německo       | koberec (h) | Joshua Goodall | Nikolaj Fidirko Neil Pauffley  | 4–6, 6–0, [10–4] |
| 3. | květen 2010 | Savannah, Spojené státy | antuka      | Jamie Baker    | Bobby Reynolds Fritz Wolmarans | 6–3, 6–4         |